# Condado de Marion (Georgia)
El condado de Marion (en inglés: Marion County) es un condado del Estado estadounidense de Georgia. Según el censo de 2020, tiene una población de 7,498 habitantes.
La sede del condado es Buena Vista. El condado recibe su nombre en honor al general Francis Marion. Forma parte del área metropolitana estadística de Columbus.

## Geografía
Según la Oficina del Censo, el condado tiene un área total de 950 km², de la cual 947.2 km² es tierra y 3.8 km² es agua.

### Condados adyacentes
- Condado de Talbot (norte)
- Condado de Taylor (noreste)
- Condado de Schley (este)
- Condado de Sumter (sureste)
- Condado de Webster (sur)
- Condado de Chattahoochee (oeste)

## Demografía
Según el censo de 2000,, los ingresos medios por hogar en el condado eran de $29 145, y los ingresos medios por familia eran $31 928. Los hombres tenían unos ingresos medios de $27 118 frente a los $21 211 para las mujeres. La renta per cápita para el condado era de $14 044. Alrededor del 22.40% de la población estaban por debajo del umbral de pobreza.

## Transporte

### Principales carreteras
- Ruta Estatal de Georgia 240
- Ruta Estatal de Georgia 26
- Ruta Estatal de Georgia 30
- Ruta Estatal de Georgia 41
- Ruta Estatal de Georgia 137

## Localidades
- Buena Vista
- Tazewell

### Otros lugares
- Juniper